# Kerivoula phalaena
Kerivoula phalaena је врста слепог миша из породице вечерњака (лат. Vespertilionidae).

## Распрострањење
Ареал врсте покрива средњи број држава у Африци. Врста има станиште у Гани, Камеруну, ДР Конгу, Либерији, Обали Слоноваче, Руанди и Уганди.

## Станиште
Станиште врсте су влажне и суве тропске шуме.

## Угроженост
Ова врста није угрожена, и наведена је као последња брига јер има широко распрострањење.